# Брэнтли, Сьюзан
Сьюзан «Сью» Брэнтли (Susan L. Brantley; род. 11 августа 1958) — американский геолог и геохимик.
Член НАН США (2012), доктор философии (1987), заслуженный профессор Университета штата Пенсильвания, где трудится с 1986 года, и где также заведует лабораторией и является директором института. Выпускница Принстона.

## Биография
В Принстонском университете получила степени бакалавра химии Magna cum Laude (1980), магистра (1983) и доктора философии (1987) геологических и геофизических наук. В 1980—1981 гг. стипендиат программы Фулбрайта в Перу, в 1981-82 гг. стипендиат IBM. В 1981-86 гг. ассистент на кафедре геологических и геофизических наук Принстона. В Университете штата Пенсильвания: с 1986 года ассистент-, с 1991 года ассоциированный, с 1997 года полный профессор геонаук, с 2008 года заслуженный; в 1998—2003 годах там директор центра химии и геохимии окружающей среды; с 2003 года директор Earth & Environmental Systems Institute. В 1995 году приглашённый учёный в Стэнфорде. Основатель Shale Network.
Президент Геохимического общества (2006—2008), вице- с 2004 года.
Фелло Американского геофизического союза (2007), Геологического общества Америки (2012) и Геохимического общества (2012).

## Награды и отличия
- Presidential Young Investigator Award[англ.] (1987—1992)
- Медаль Артура Л. Дэя Геологического общества Америки (2011)
- Медаль Волластона, высшее отличие Геологического общества Лондона (2016)
- Geochemistry Division Medal Американского химического общества (2017)[7]
- Urey Medal[англ.] (2018)[8]
- Robert Garrels Award, Геобиологическое общество (2019)

Почётный доктор (2011), также Лозаннского университета (2013).